# Bisdom Tampico
Het bisdom Tampico (Latijn: Dioecesis Tampicensis) is een rooms-katholiek bisdom met als zetel Tampico, in Mexico. Het bisdom is suffragaan aan het aartsbisdom Monterrey. 

## Geschiedenis
Het bisdom werd opgericht op 13 augustus 1861, als het apostolisch vicariaat Tamaulipas, uit delen van het bisdom Linares o Nueva León, en was suffragaan aan het aartsbisdom Mexico. Op 12 maart 1870 werd het verheven tot bisdom en nam de naam bisdom Ciudad Victoria-Tamaulipas. Op 23 juni 1891 veranderde het van kerkprovincie en werd suffragaan aan het nieuw verheven aartsbisdom Linares o Nueva León. Op 25 februari 1958 veranderde het van naam naar bisdom Tampico. 

## Parochies
Het bisdom had in 2020 een oppervlakte van 22.671 km2 en telde 966.877 inwoners waarvan 93,1% rooms-katholiek was.

## Bisschoppen
- Francisco de la Concepción Ramírez y González (13 augustus 1861 - 18 juni 1869)
- Jose Maria Ignacio Montes de Oca y Obregón (6 maart 1871 - 19 september 1879)
- José Ignacio Eduardo Sánchez y Camacho (27 februari 1880 - 3 oktober 1896)
- Filemón Fierro y Terán (29 maart 1897 - 7 juli 1905)
- José de Jesús Guzmán y Sánchez (12 november 1909 - 20 januari 1914)
- José Guadalupe Ortíz y López (24 januari 1919 - 8 juni 1923)
- Serafín María Armora y González (3 augustus 1923 - 15 oktober 1955)
- Ernesto Corripio y Ahumada (25 februari 1956 - 25 juli 1967; hulpbisschop sinds 27 december 1952)
- Arturo Antonio Szymanski Ramírez (13 augustus 1968 - 27 januari 1987)
- Rafael Gallardo García (21 mei 1987 - 27 december 2003)
- José Luis Dibildox Martínez (27 december 2003 - 20 juli 2018)
  - Rogelio Cabrera López (apostolisch administrator: 20 juli 2018 - 5 juli 2019)
- José Armando Álvarez Cano (11 mei 2019 - heden)

Monterrey (aartsbisdom) · Ciudad Victoria · Linares · Matamoros · Nuevo Laredo · Piedras Negras · Saltillo · Tampico